# Años 300
Los años 300 o década del 300 empezó el 1 de enero del 300 y terminó el 31 de diciembre del 309.

## Acontecimientos
- San Marcelo I sucede a San Marcelino como papa en el año 308
- San Eusebio sucede a San Marcelo I como papa en el año 309